# 中国民主建国会天津市委员会
中国民主建国会天津市委员会，简称民建天津市委、天津民建，是中国民主建国会在天津市的地方组织。

## 历史沿革
1950年1月21日，中国民主建国会总会致函天津资耀华，开展天津分会筹备工作。1950年9月24日，召开中国民主建国会天津市分会成立大会。1956年10月20日至21日，在天津市人民礼堂举行中国民主建国会天津市第一次代表大会，根据《中国民主建国会章程》将组织名称更改为中国民主建国会天津市委员会。

## 组织机构
工作部门
- 办公室
- 组织处
- 宣传处
- 研究室
- 社会服务处
- 人事处
- 直属工委办公室

专门委员会
- 经济委员会
- 法律委员会
- 城市建设委员会
- 社情民意委员会
- 企业委员会
- 财政金融委员会
- 科技委员会

工作委员会
- 组织委员会
- 妇女委员会
- 企业家工作委员会
- 老龄会员工作委员会

## 历届委员会

### 第一届分会
- 任期：1950年9月24日－1951年9月29日
- 主任委员：李烛尘
- 副主任委员：资耀华、杜新波
- 秘书长：谭志清

### 第二届分会
- 任期：1951年9月29日－1953年2月8日
- 主任委员：李烛尘
- 副主任委员：资耀华、杜新波
- 秘书长：谭志清

### 第三届分会
- 任期：1953年2月8日－1956年10月21日
- 主任委员：李烛尘
- 副主任委员：孙及民、朱继圣
- 秘书长：谭志清

### 第一届委员会
- 任期：1956年10月21日－1959年3月4日
- 主任委员：朱继圣
- 副主任委员：毕鸣岐、杜新波、王光英、谭志清、薛品轩
- 秘书长：谭志清

### 第二届委员会
- 任期：1959年3月4日－1963年3月16日
- 主任委员：朱继圣
- 副主任委员：王光英、薛品轩
- 秘书长：韩天耀

### 第三届委员会
- 任期：1963年3月16日－1979年12月28日
- 主任委员：朱继圣
- 副主任委员：王光英、薛品轩、韩天耀
- 秘书长：韩天耀

### 第四届委员会
- 任期：1979年12月28日－1984年3月20日
- 主任委员：王光英
- 副主任委员：杨天受、韩天耀、高雨亭、杨玉文
- 秘书长：张焕文

### 第五届委员会
- 任期：1984年3月20日－1988年12月13日
- 主任委员：杨天受
- 副主任委员：万国权、韩天耀、杨玉文、张焕文、苏宝琮、赵贺霖
- 秘书长：赵贺霖

### 第六届委员会
- 任期：1988年12月13日－1992年6月1日
- 名誉主任委员：杨天受
- 主任委员：张焕文
- 副主任委员：韩天耀、苏宝琮、赵贺霖、刘家权、陈德丰
- 秘书长：刘蕴文

### 第七届委员会
- 任期：1992年6月1日－1997年4月20日
- 名誉主任委员：杨天受
- 主任委员：苏宝琮
- 副主任委员：赵贺霖、刘家权、陈德丰、刘蕴文、方嘉民、张元龙
- 秘书长：刘蕴文

### 第八届委员会
- 任期：1997年4月20日－2002年
- 名誉主任委员：苏宝琮
- 主任委员：周绍熹
- 副主任委员：方嘉民、张元龙、欧成中、冯培英
- 秘书长：倪晋尧

....

### 第十一届委员会
- 任期：2012年7月－2017年6月
- 主任委员：欧成中[3]
- 副主任委员：王爱俭、王殿起、董维忠、栗庆林、孙太利、谢津秋
- 秘书长：毕春光

### 第十二届委员会
- 任期：2017年6月－
- 主任委员：李文海
- 副主任委员：董维忠、栗庆林、孙太利、谢津秋、石玉颖、史宝龙
- 秘书长：栗庆林